# Corsa a punti

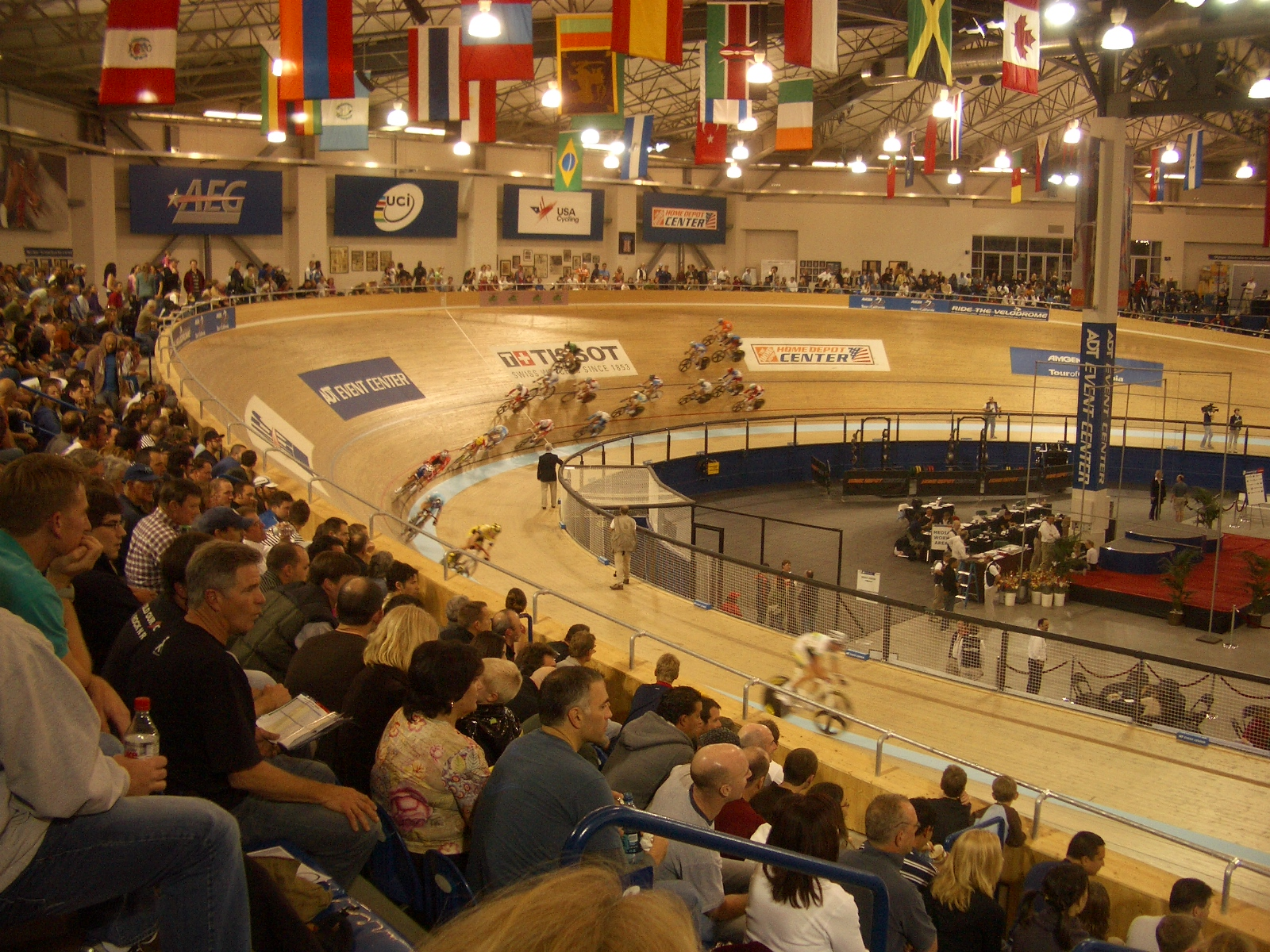
Un evento di corsa a punti negli Stati Uniti

La corsa a punti è una specialità del ciclismo su pista. È una prova di gruppo, ed è caratterizzata dal fatto che la classifica finale viene stilata in base ai punti ottenuti da ciascun ciclista con i piazzamenti negli sprint intermedi e i giri guadagnati sul gruppo. In caso di parità nel punteggio conclusivo tra due corridori, risulta decisivo il piazzamento nello sprint finale.
La corsa a punti è specialità mondiale dal 1980, mentre per le donne lo è dal 1988. È stata inoltre parte del programma olimpico dal 1984 al 2008 (dal 1996 al 2008 per le donne). Dal 2012 è presente ai Giochi soltanto come una delle quattro prove dell'omnium.

## Svolgimento delle gare
La corsa si tiene su una lunghezza prefissata, variabile a seconda della categoria e della competizione: vengono solitamente coperti 30 chilometri nelle gare maschili Elite (40 ai campionati del mondo), 20 in quelle femminili Elite (24/25, in base alla lunghezza della pista, ai campionati del mondo), 15/16 in quelle maschili juniores e 10 in quelle femminili juniores (25 e 20 chilometri, rispettivamente, ai campionati del mondo).
Caratteristica principale della prova è la presenza di volate intermedie ad intervallo fissato: in genere, per le piste di 250 metri, lo sprint è ogni 10 giri, altrimenti è ogni due chilometri (e quindi ogni 5 giri per le piste da 400 metri, ogni 6 per quelle da 333,33 metri, ogni 7 per quelle da 285,71 metri). Al primo classificato di ciascuna volata vengono assegnati 5 punti, al secondo 3, al terzo 2, al quarto 1. Fino a qualche tempo fa, inoltre, tali punteggi venivano raddoppiati nella volata finale.
Tuttavia per eccellere non sono sufficienti le doti di velocista, in quanto in corsa è presente la variabile, talvolta decisiva, del doppiaggio. Per regolamento, infatti, al ciclista che "doppia" il gruppo guadagnando un giro di vantaggio vengono assegnati 20 punti, mentre a quello che perde un giro dal gruppo vengono sottratti 20 punti. Va segnalato che la classifica non viene stilata solamente in base al numero di punti totali conquistati, ma innanzitutto proprio per il numero di giri guadagnati, e solo in seconda battuta in base ai piazzamenti nelle volate (un po' come nell'americana).
Durante la gara possono talvolta verificarsi incidenti di vario genere. Un ciclista che dovesse risultare coinvolto in una caduta o essere vittima di problemi meccanici ha diritto a chiedere una neutralizzazione della corsa per il numero di giri che più si avvicina a 1300 metri (quindi 5 giri in una pista da 250 metri), e può nel frattempo rientrare; se invece una caduta coinvolge più della metà dei partecipanti, la corsa viene fermata e si procede ad una nuova partenza mantenendo le posizioni e i distacchi dei ciclisti al momento dell'incidente.
Una specialità analoga alla corsa a punti individuale è la già citata americana o madison, in cui però i ciclisti in pista sono due per squadra e si alternano in corsa, dandosi il cambio.